# Чтение (Пикассо)
«Чтение» (фр. La Lecture) — картина испанского и французского художника Пабло Пикассо. Написана в январе 1932 года в период сюрреализма. Находится в частной коллекции. Размер — 65,5 × 51 см.

## Описание
Портрет, наполненный яркими красками: жёлтыми, зелёными, красными, был создан художником в тот период его жизни, который искусствоведы называют «влюблённым» периодом. На картине изображена Мария-Тереза Вальтер, тайная возлюбленная Пикассо, уснувшая в кресле с книгой на коленях. Корреспондент британской газеты The Guardian по искусству Марк Браун считал, что открытая книга на коленях Вальтер «сама по себе является сексуальным символом», а картину он описал как «чувственную, эротичную и счастливую».

## История создания
Мария-Тереза и Пикассо встретились в 1927 году. Ей было всего 17 лет, а ему — 45. Она выходила из парижского метро, когда Пикассо подошёл к ней, взял за руку и сказал: «Я Пикассо. Мы с тобой собираемся делать великие дела вместе». Позднее Вальтер вспоминала, что она была невинной девушкой и никогда не слышала ни об этом художнике, ни о его славе. В то время Пикассо был женат на русской балерине Ольге Хохловой. Он скрывал от неё своё новое увлечение до тех пор, пока в 1935 году Хохлова не узнала от своего друга о беременной любовнице мужа. Ольга тут же ушла от него, забрав с собой сына. Их брак распался, хотя официально они оставались супругами до самой смерти Хохловой в 1955 году.
Мария-Тереза Вальтер, сексуальная и физически привлекательная, оказала на Пикассо сильное влияние и вдохновила его написать «Девушку перед зеркалом», «Сон», «Обнажённую, зелёные листья и бюст» и многие другие произведения, в которых воплотились её образы.

## История владения
Картина выставлялась на аукционе Кристис в 1989 году, где была продана за 5,8 миллиона долларов. Тогда многие сочли эту работу переоценённой. В 1996 году картина снова была выставлена на аукционе Кристис в Нью-Йорке. По предварительным оценкам, ее можно было продать за 6–8 миллионов долларов, но торги остановились на отметке 4,8 миллиона долларов. 8 февраля 2011 года картина «Чтение» была выставлена на аукционе Сотбис в Лондоне и продана анонимному участнику по телефону после шести минут торгов за 25,2 миллиона фунтов стерлингов (40,7 миллиона долларов).